# Pontuszi karcsútücsök
A pontuszi karcsútücsök (Stenonemobius bicolor ponticus) a Trigonidiidae családba tartozó, Európában honos rovaralfaj.

## Megjelenése
A pontuszi karcsútücsök testhossza kb. 6 mm; ebből a torpajzs 1,2 mm, első szárnya 3,4 mm, hátsó szárnya 10 mm, a nőstény tojócsöve 2,5 mm. Feje és torpajzsa sötétbarna vagy fekete, lábai barnák. Hátsó lábszárán kívül három, belül négy tüske található. Szemei viszonylag kicsik, kb. olyan szélesek mint a csáp első íze és olyan hosszúak mint a csáprágók. Elülső szárnyai sárgásbarnák. Hátsó szárnyai fejlettek, jóval túlnyúlnak a potrohvégen. 
Ciripelése ismeretlen. 

### Hasonló fajok
Magyarországon nem él hozzá hasonló faj.

## Elterjedése
Az alapfajt, a Stenonemobius bicolor-t Dél-Ázsiában írták le. A S. b. ponticus alfajt 1984-ben fedezték fel a Krímen és a Kaukázusban. Ritka faj, elterjedései területe bizonytalan, a Fekete-tenger környékén, a Balkánon és a Kárpát-medencében biztosan megtalálható. Horvátországi jelenléte 20. századik eleji múzeumi példányokkal igazolható. Magyarországon először 2013-ban észlelték, Békés és Heves megyében került elő egy-egy példánya. 

## Életmódja
Életmódja nem ismert.  
Magyarországon nem védett.